# 가글링

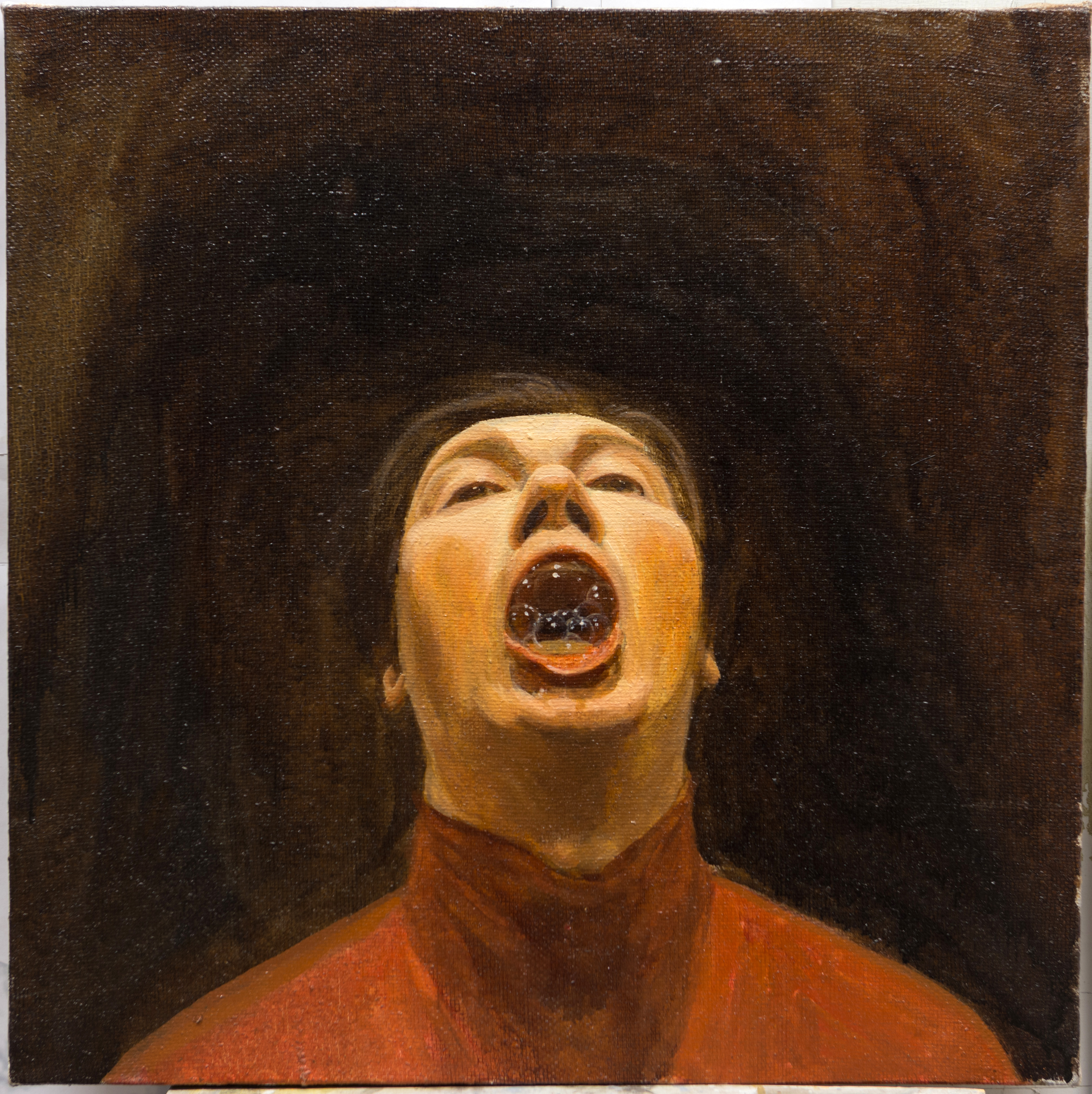
가글링(Gargling: Pavel Otdelnov의 작품)

가글링(영어: Gargling)은 물 등을 입에 넣어서 목을 헹구어 구강에 남아있는 음식 찌꺼기나 먼지, 세균 등을 제거하는 활동이다.
일본의 한 연구에 따르면 물로 여러 차례 가글링을 하면 감기와 같은 상기도 감염증의 가능성을 낮추어준다는 보고가 있지만 일부 의료기관에서는 회의적이다.

## 같이 보기
- 플루오린(불소)